# Fédération du Groenland de handball
 (juillet 2022).
Si vous disposez d'ouvrages ou d'articles de référence ou si vous connaissez des sites web de qualité traitant du thème abordé ici, merci de compléter l'article en donnant les références utiles à sa vérifiabilité et en les liant à la section « Notes et références ».
La fédération du Groenland de handball (en groenlandais : Kalaalit Nunaanni Assammik Arsartartut Kattuffiat, en danois : Grønlands Håndbold forbund) est une association regroupant l'ensemble des clubs de handball du Groenland. Elle est chargée de l'organisation des compétitions nationales et des matches internationaux de l'équipe nationale masculine et équipe nationale féminine. Elle a été fondée le 11 mai 1974 et est reconnue par la fédération internationale de handball (IHF) depuis 1998
La fédération du Groenland de handball est membre de la fédération sportive du Groenland.